# ماكس هوارد
ماكس هوارد (بالإنجليزية: Max Howard)‏ هو منتج أفلام بريطاني ولد في القرن العشرين.

## وصلات خارجية
- ماكس هوارد على موقع IMDb (الإنجليزية)
- ماكس هوارد على موقع قاعدة بيانات الفيلم (الإنجليزية)